# Lord of Vermilion
Lord of Vermilion (ロード・オブ・ヴァーミリオン?, Rōdo obu Vāmirion) è un gioco arcade fantasy basato sulle carte da gioco collezionabili, sviluppato dalla Square Enix e Think Garage, dove  i giocatori controllano le carte di combattimento su una superficie di gioco arcade. L'obiettivo del gioco è distruggere le pietre arcane della squadra nemica ed eliminare i loro servi per vincere la partita. I giocatori progettano e sviluppano avatar, aumentano le loro statistiche e ottengono l'equipaggiamento, quindi competono tra loro localmente, o online, o giocano al mod della storia per giocatore singolo
Un sequel, Lord of Vermilion II, è stato pubblicato in Giappone il 27 ottobre 2009, ed è stato seguito da Lord of Vermilion Re: 2 il 26 luglio 2011. I sequel hanno visto collaborazioni con una serie di altri franchise come Drakengard, Final Fantasy, Romancing SaGa, Magic: l'Adunanza, The King of Fighters, Tōhō Project e BlazBlue. Un altro sequel, Lord of Vermilion III, è uscito nell'agosto 2013.
La serie ha avuto anche spin-off su console portatili come Lord of Arcana su PlayStation Portable e il remake Lord of Apocalypse su PlayStation Vita.
Il 26 gennaio 2017, la Square Enix annunciò lo sviluppo del quarto capitolo della serie in uscita sulle piattaforme arcade.

## Trama
Nei tempi antichi, prima della creazione dei mondi, viveva un Dio che ha aperto il suo cuore e ha prodotto una pietra vermiglio per creare diversi mondi di cui sette  mondi speciali. Chiunque possedesse la pietra vermiglia deteneva il potere di creare mondi e avrebbe regnato sui queste sette mondi speciali come un dio, il "Signore di Vermilion". I sette mondi sono esistiti fianco a fianco in armonia per millenni, i loro abitanti separati da confini e incapaci di interferire l'uno con l'altro ... fino al "Grande Crollo".
Il signore del mondo umano, consumato dall'ambizione, cercò di utilizzare la magia proibita della pietra vermiglia, chiamata "Arcana", per diventare un dio. Tuttavia, non era in grado di esercitare il potere e gli Arcani furono frantumati in sette pezzi e dispersi tra i sette mondi, distruggendo i loro confini. I sei mondi sono stati attirati nel mondo umano e si sono fusi. Con le sei razze dei sei mondi conficcate nel mondo umano, scoppiò il caos e la guerra.
Anni dopo, il mondo, chiamato la "Terra di Acheronte", è ancora in subbuglio. I sei "Signori" delle sei razze seminano conflitti in tutto il paese, combattendo l'uno per gli Arcani dell'altro. Il giocatore assume il ruolo di un leggendario guerriero che detiene il settimo Arcano e cerca di ottenere gli Arcani e sconvolgere gli equilibri del mondo, radunando un esercito di "Familiari" che hanno fede nella leggenda del "Lord of Vermilion

## Personaggi
- Avatar: Il personaggio del giocatore è uno dei pochi umani a sopravvivere al Grande Crollo . Egli è un  guerriero leggendario dalle origini misteriose, il giocatore cerca di usare il potere di Arcana, "Miracolo", per rimodellare il mondo e restituire l'armonia nella sua terra. Una volta aver radunato  un esercito di fedeli seguaci, egli prese il nome di "Lord of Vermilion e dichiarò guerra ai sei " Signori " . Ci sono due personaggi tra i quali il giocatore può scegliere: il maschio Nido (ニ ド) o la femmina Rishia (リ シ ア). Ognuno di loro ha retroscena e ruoli simili all'interno della modalità storia.
- Dux: Un misterioso cavaliere completamente vestito di un'armatura pesante, che nasconde completamente la sua identità e il suo genere. Egli  appare per la prima volta nel tutorial e possiede una vasta conoscenza di Arcana e del mondo. Successivamente si scopre che Dux è un ex amico del defunto padre del giocatore che ha accettato di vegliare sul giocatore diversi anni prima.

## Espansioni

### Lord of Vermilion
- Version 1.1: Rebellion of the Gods (神々への離反?, Kamigami he no rihan)
- Version 1.2: A New Omen (新たなる胎動?, Arata naru taidou)
- Version 1.3: Invitation to Purgatory (煉獄からの誘い?, Rengoku kara no sasoi)
- Version 1.4: Return to Chaos (混沌への回帰?, Konton he no kaiki)

### Lord of Vermilion II
- Version 2.1: That Which was Summoned from the Void (深淵ヨリ招かれしモノ?, Shin'en yori manekareshi mono)
- Version 2.5: Ultimate Version (アルティメットバージョン?, Arutimetto Bājyon)
- Version 2.6: Samsara of Madness (狂気ノ輪廻?, Kyōki no rinne)

## Altri media

### Anime
Nel marzo 2018, la Square Enix annunciò un adattamento anime di Lord of Vermilion IV chiamato Lord of Vermilion: The Crimson King in arrivo nell'estate dello stesso anno. La serie è prodotta dalla Square Enix e le realizzazioni delle animazioni affidate allo studio Asread e Tear Studio.